# Goderville
 Goderville  es una población y comuna francesa, en la región de Alta Normandía, departamento de Sena Marítimo, en el distrito de Le Havre y cantón de Goderville.

## Demografía
| 1395 | 1499 | 1632 | 1885 | 2044 | 2281 |
| Para los censos de 1962 a 1999 la población legal corresponde a la población sin duplicidades (Fuente: INSEE [Consultar]) |      |      |      |      |      |

## Personas célebres de Goderville
- Antoine-Vincent Arnault (1766-1834), político, poeta y dramaturgo
- Émile Bénard (1844-1929), arquitecto y pintor